# Abbaye du Paraclet de Nogent-sur-Seine
Pour les articles homonymes, voir Abbaye du Paraclet des Champs et Abbaye d'Æbelholt.
L’abbaye du Paraclet, appelée habituellement Le Paraclet ou encore Paraclet de Nogent, est une abbaye féminine bénédictine prestigieuse fondée par Abélard et Héloïse au XIIe siècle en Champagne à l'écart de Quincey, village aujourd'hui rattaché à la commune de Ferreux-Quincey, dans le diocèse de Troyes, département de l'Aube.
Chef du premier ordre spécifiquement féminin, le Paraclet a illustré un modèle monastique basé sur l'érudition, la musique vocale savante et le petit nombre de professes comme de filiales, préfigurant ainsi Saint-Cyr. Un temps promu au sein de l'Église en concurrence de l'abbaye mixte de Fontevraud et en opposition aux ordres mendiants, tel celui des Clarisses, il a représenté une tentative de reconnaissance des capacités intellectuelles des femmes au-delà de l'échec du béguinage. Détruit par la guerre de Cent Ans, les guerres de Religion et la Révolution, il montre aujourd'hui très peu de choses de ce qui en avait été restauré à partir du XVIIe.

## Situation
L'abbaye se trouve à la sortie sud-est du village de Saint-Aubin le long de la départementale 442 de Nogent-sur-Seine à Marigny-le-Châtel, qui jusqu'en 1978, et depuis des siècles, débouchait devant sa grille et la contournait par le nord. Son domaine confinait à celui du château de La Chapelle-Godefroy, ancienne commune réunie à celle de Saint-Aubin (Aube) en 1832.
Elle est exposée au nord, au bas d'un coteau, autrefois couvert de vignes, culminant à deux cent un mètres face au mont Limars et descendant vers le vallon de l'Ardusson, petit affluent de la Seine s'écoulant vers le nord-ouest, qui fit tourner des moulins. Des vestiges de la forêt ancienne subsistent dans le creux du vallon et sur certaines parties des coteaux au nord de Quincey même et au sud du Ferreux.

## Dénomination
L'établissement qu'Héloïse projette de construire autour d'un oratoire dédié à saint Denis est surnommé Paraclitum, au sens de consolation, dès 1130 en souvenir de ce qu'Abélard, sept ans plus tôt, après sa condamnation au concile de Sens, « rescapé mais au bord du désespoir, y reprit un peu de souffle dans la consolation de la grâce divine ». Ce nom est une référence directe, restée secrète pour les contemporains, aux discussions éthiques et théologiques qui ont nourri la relation intime des anciens amants entrés dans les ordres après la naissance de leur fils Astralabe et leur mariage.
Le terme de Paraclet

  
Le terme évangélique de Paraclet vient de la traduction grecque d'une parole du Christ annonçant à ses disciples ce qu'il adviendra après sa mort prochaine : 

« Si vous demandez quoi que ce soit en invoquant mon nom, je l’accomplirai (...) et moi, j'adresserai une prière au Père. Il vous donnera un autre intercesseur (παράκλητον, paracleton, accusatif de παράκλητος, paracletos) qui demeure auprès de vous pour l'éternité, l'esprit de vérité, que le commun ne peut accueillir, parce qu'il n'en a ni la vision ni la connaissance. »

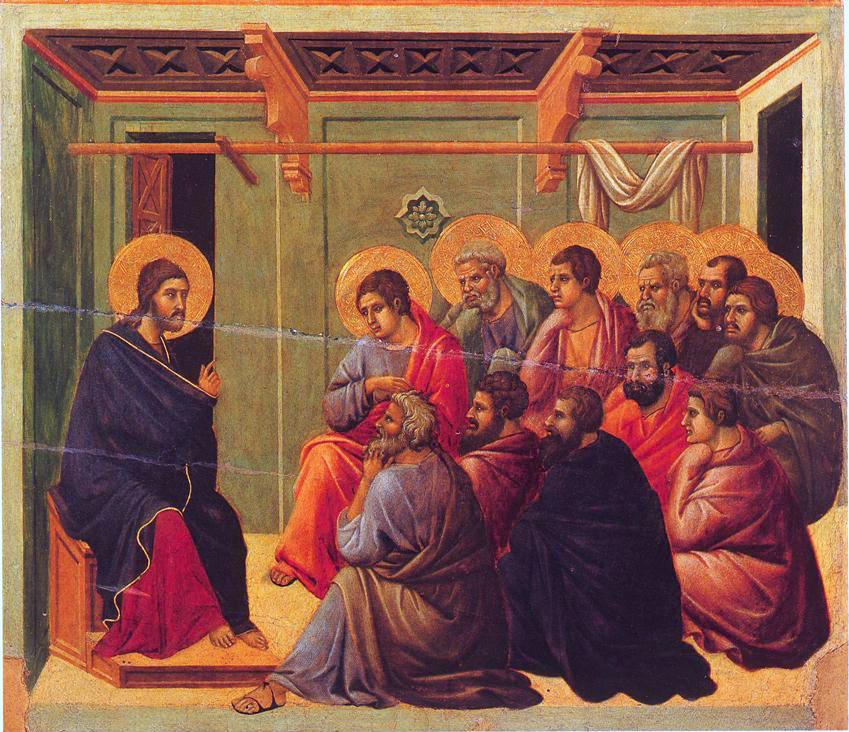
Jésus annonçant le Paraclet aux apôtres, détail de la Maesta de Duccio, Sienne, vers 1310.

Le mot, de παρα (para, à son côté) et καλειν (kalein, appeler), a de nombreuses connotations et désigne en grec un intercesseur, un assistant en affaires, et plus particulièrement un conseiller lors d'une plaidoirie ou même un témoin à décharge. Il est traduit littéralement en latin par advocatus (ad à, vocatus appelé) c'est-à-dire avocat plaidant pour un accusé, sens retenu par Tertullien. Il a été compris par saint Jérôme comme une consolation de l'âme apportée par Dieu.
Le concept, commenté par saint Augustin, est à l'origine de la théologie de la Sainte Trinité, les trois « personnes » que Jésus cite dans ce « discours d'adieu », et plus particulièrement celle du Saint-Esprit.
Dans ce texte traduisant le propos de Jésus, sont qualifiées de « paraclet » toutes les instances désignant Dieu dans son rapport au monde. « Paraclet » n'est pas un autre nom du « Saint-Esprit ». En effet, il est dit non pas « un intercesseur (...), l'esprit de vérité » mais « un autre intercesseur (...), l'esprit de vérité ». C'est donc que peut être qualifiée d'intercesseur l'esprit de vérité mais aussi autre chose que cet esprit de vérité, à commencer par l'intercesseur que Jésus lui-même a été pour ses disciples. Jésus désigne dans ce discours une autre personne que lui-même, du moins une autre personne que lui durant sa présence sur terre, mais aucun autre de ses discours ne précise ce qu'est ou ce que sont ces autres instances divines qui peuvent être qualifiées d'intercesseur. Ce peut être le Fils seul ou le Père et le Fils, chacun. Une mauvaise lecture, du moins une lecture restrictive, est à l'origine de la réduction de l'emploi du terme « Paraclet » au sens de « Saint-Esprit ».
Son emploi par Abélard

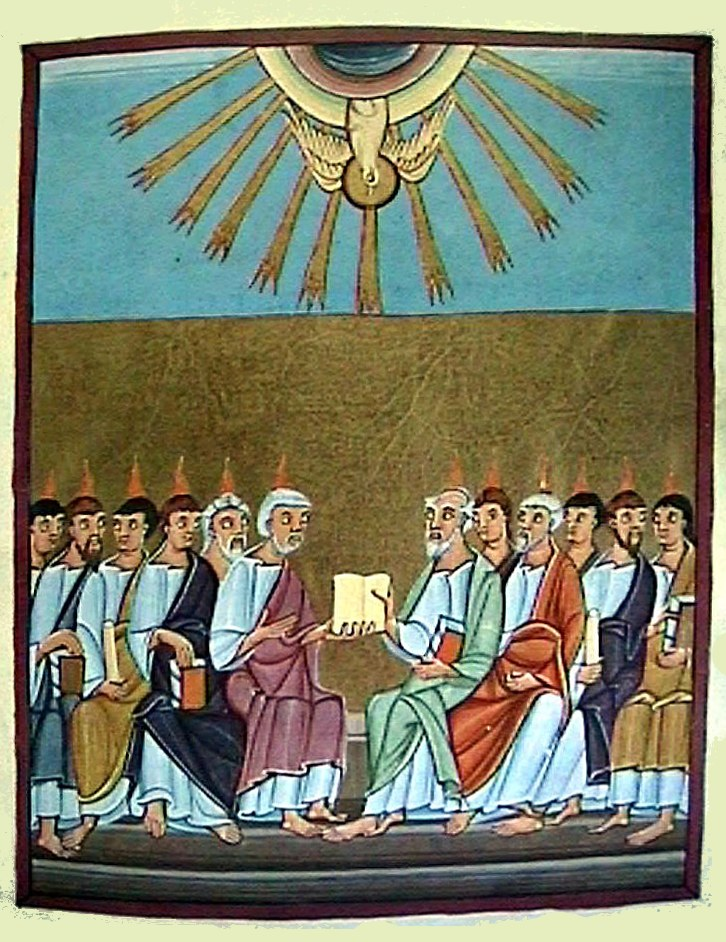
Descente du Paraclet sous la forme du Saint-Esprit cinquante jours après avoir été promis par Jésus (Apocalypse de Bamberg, vers 1010).

Logicien le plus célèbre de son temps, Abélard, investissant tardivement, à partir de 1113, la théologie avec les instruments d'Aristote, fâche les autorités religieuses par l'application de sa théorie des universaux à ce concept de Paraclet. Dans son analyse du genre et de l'espèce appliqué à Dieu, il fait du Paraclet non pas un autre nom du Saint-Esprit mais une qualité commune aux trois personnes divines. Ce faisant, en exégète qui n'hésite pas à contredire la tradition, Abélard suit le texte à la lettre (source ?).
Condamnée, entre autres points, par Bernard de Clairvaux, au Concile de Sens, cette notion abélardienne de Paraclet est assez sulfureuse pour que le terme, employé dès 1130 pour désigner l'abbaye, soit écarté en 1131 par la Curie, qui préfère dans un premier temps celui d'« oratoire de la Sainte Trinité ». Dans l'usage, l'abbaye continue de s'appeler Le Paraclet, et la dénomination devient tout à fait officielle au plus tard en 1147.
La polémique autour du concept de Paraclet

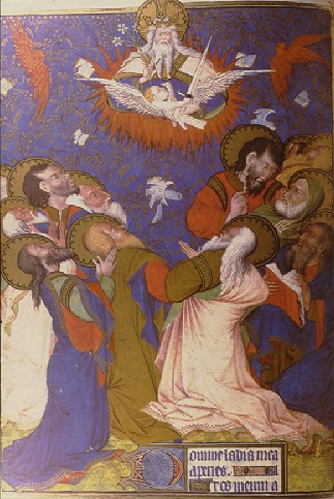
La même scène de Pentecôte représentant le Paraclet sous la forme des trois personnes de la Sainte Trinité, (Grandes Heures de Rohan (1430).

Derrière cette querelle théologique entre l'ordre avorté du Paraclet et les ordres naissants des prédicateurs prémontrés et cisterciens, se révèle la question du statut du clerc, c'est-à-dire celle de l'accès à la vérité par le commun, et particulièrement la question de la capacité de la femme à accéder à la raison.
Si l'âme élue, y compris celle d'une femme, « reçoit consolation » non pas seulement du Saint-Esprit mais de toute la divinité, autrement dit si elle reçoit la grâce de comprendre ce qu'il y a de compréhensible en Dieu, l'accès à la vérité par le Saint-Esprit est un accès à tout ce qu'il y a d'accessible de la divinité. Il deviendrait loisible, ce que croit pouvoir dénoncer Bernard de Clairvaux, de « comprendre par la raison humaine tout ce qui est en Dieu ». Pour Abélard en effet, le dogme, à la différence du mystère auquel il réserve ainsi un statut plus élevé encore, ne surpasse pas la raison humaine. Il ne s'impose pas sans raison ni raisonnements c'est-à-dire sans explication ni compréhension.
Dès lors, « répliquer par une vérité fondée en raison se montre plus solide que de faire étalage de son autorité »,. L'autorité des prêtres s'en trouve contestable par tout un chacun et celle des mystiques issues du peuple accrue. Le salut et le péché deviennent affaire moins de soumission morale que de compréhension personnelle de son erreur et de recherche intérieure de la vérité. La querelle rejoint ici celle de la morale par intention, introduite par Abélard selon laquelle la culpabilité ou l'innocence ne se juge pas seulement à un comportement apparemment conforme à la loi ou la morale mais à l'intention qui est dans le cœur du sujet.
Le contexte religieux, politique et social de la polémique
C'est en effet la difficulté à laquelle se sont trouvés confrontés les prédicateurs envoyés par Norbert de Xanten et Bernard de Clairvaux évangéliser le peuple quand celui-ci, y compris dans les campagnes les plus reculées, s'est permis de répondre aux arguments d'autorité en brandissant le Sic et non d'Abélard. Dans ce livre, l'auteur expose les contradictions, apparentes, entre le texte de la Bible et les commentaires des Apôtres et des Pères. Il invite par là le lecteur non pas à la contestation mais, en partant du doute, « première clef de la sagesse », à la recherche de la vérité au-delà des apories et, suivant la lecture augustinienne d'Isaïe et la leçon d'Anselme, à l'élaboration d'une opinion personnelle, seule garantie d'une foi sincère.

« Haec quippe prima sapientiae clavis definitur assidua scilicet seu frequens interrogatio. »

— Voilà, ce qu'on définit bien sûr comme la première clef de la sagesse, c'est le questionnement, entendez constant, répété.
La querelle, qui est au cœur de la réforme grégorienne et du « printemps des hérésies », se double d'une lutte de pouvoir séculaire entre Capétiens et Thibaldiens qui culmine en janvier 1143 par le massacre de Vitry perpétré par Louis VII.
Dès la génération suivant celle d'Héloïse, une véritable éthique de la paraclèse, bannie de l'Église et du latin, se répand par l'intermédiaire de la musique et de la poésie en langue vulgaire dans les cours princières à travers l'idéal courtois, où la bien-aimée, aussi inaccessible que désirable, est chantée comme une consolation de l'âme, tandis que les « Bons chrétiens », excluant tout intermédiaire clérical, font du Paraclet l'objet de leur rituel principal, le consolament.

## Histoire
Le temps d'Héloïse.
- 1122 ou 1123 : Abélard, fuyant l'abbaye de Saint-Denis, s'établit en ermite sous la protection du comte Thibault de Champagne. Un seul clerc l'accompagne. Mais ses étudiants de Paris découvrent sa retraite et nombre d'entre eux le rejoignent. Ils construisent un oratoire[18].
- 1125 : L'ermitage est devenu une « université aux champs ». L'Église s'oppose une fois de plus à son enseignement. Abélard accepte la charge d'abbé de Saint-Gildas-de-Rhuis et abandonne le Paraclet[18].
- 1129 : Suger[18] chasse Héloïse et ses sœurs de l'abbaye Argenteuil. Abélard, son ex-époux, lui offre le Paraclet[19].
- 1131 : Le pape confirme la donation[19]. L'établissement reçoit le titre de prieuré.
- 1133 : Abélard et Héloïse définissent la première règle féminine. La Paraclet devient le premier centre de musique sacrée de son temps.
- 1135 : Héloïse est nommée abbesse.
- 1136 : Abélard nommé écolâtre de Sainte Geneviève du Mont, Héloïse dirige seule le prieuré.
- 1139 Bernard de Clairvaux inspecte le Paraclet, qui est devenu un centre intellectuel pour femmes.
- 1140 : Abélard est condamné au concile de Sens.
- 1142 : Mort d'Abélard[19].
- 1144 : Pierre le Vénérable transfère la dépouille d'Abélard au Petit Moustier (nom du premier oratoire construit sur place[19]) et reçoit le Paraclet dans l'ordre clunisien.
- 1146 : Le Paraclet est doté d'un immense domaine agricole et viticole.
- 1147 : Le Paraclet, simple prieuré dirigé par une abbesse, est érigé en abbaye et son abbesse est pourvue de l'autorité nullius dioecesis.
- 1160 : La comtesse Mathilde est enterrée à La Pommeraie, un des cinq prieurés annexes du Paraclet.
- 1164 : Mort d'Héloïse. Elle est enterrée dans le Petit Moustier[19].

Le Paraclet glorieux
- 1198 : Le pape reconnait l'affiliation du Paraclet à Cluny, c'est-à-dire son indépendance vis-à-vis de la hiérarchie épiscopale.
- 1203 : Premier conflit avec l'évêque diocésain.
- 1218 : Le Paraclet finance la construction de l'abbaye royale de Royaumont.
- 1229 : Le Paraclet parraine la boulange de Provins, corporation éminente au sein de la société paysanne.
- 1233 : Le Paraclet devient contractuellement pensionnaire de l'abbaye royale de Saint-Denis (son domaine fournit Paris en blé).
- 1247 : Le Paraclet est proposé comme modèle monastique féminin face aux clarisses.
- 1291 : Pour faire face au manque de moyens, l'effectif est limité à soixante moniales.
- 1299 : Le Paraclet devient financièrement dépendant de la famille des Barres.
- 1342 : L'abbatiale est restaurée grâce à la reine Jeanne d'Évreux.

Destruction
- 1359 : Le Paraclet, ravagé par la guerre de Cent Ans[19], est déserté.
- 1360 : Une des moniales retournées à la vie civile accouche d'un premier enfant de l'évêque de Troyes.
- 1377 : Le Paraclet n'a même plus d'abbesse.
- 1403 : Une nouvelle abbesse est nommée.
- 1406 : Nouvelle vacance
- 1415 : Nouvelle restauration.
- 1453 : La guerre terminée, le Paraclet vivote.

Reconstruction des bâtiments et restauration de la règle
- 1481 : L'abbesse Catherine de Courcelles commence la reconstruction.
- 1482 : La plus prestigieuse des abbayes de Troyes, qui connait des désordres, échappe à l'autorité de l'évêque diocésain et devient une filiale du Paraclet.
- 1497 : Les restes d'Héloïse et Abélard sont translatés du Petit Moustier à l'abbatiale, à droite et à gauche du chœur.
- 1499 : L'évêque diocésain tente d'imposer son autorité au Paraclet.
- 1509 : L'enceinte qui se voit aujourd'hui terminée, une clôture stricte est rétablie pour les professes.
- 1533 : Le Paraclet devient une abbaye royale.
- 1536 : L'abbesse Antoinette de Bonneval exerce une discipline tyrannique et paranoïaque.
- 1547 : Le poste d'abbesse du Paraclet est définitivement accaparé par les plus grandes familles du royaume.

Périclitation
- 1557 : Le Paraclet, refuge des paysans en cas d'attaque des armées protestantes, abrite une caserne.
- 1583 : L'abbaye tombe en commende.
- 1586 : Dans une région ravagée par les guerres de religion, l'abbesse Jeanne de Chabot vend tout le mobilier. Accusée de sympathies pour les huguenots, elle voit l'effectif réduit à trois.
- 1593 : Vacance due à une querelle de succession au poste d'abbesse entre le roi et le pape.
- 1605 : les bâtiments de la ferme sont détruits par un incendie[19].

Seconde restauration de la règle
- 1615 : L'abbesse Marie de la Rochefoucauld fait publier les manuscrits d'Abélard, dont la célèbre correspondance avec Héloïse.
- 1621 : Les restes d'Héloïse et Abélard sont solennellement rassemblés en un double cercueil sous l'autel de l'abbatiale[20].
- 1626 : Conflit avec l'évêque diocésain.
- 1632 : Le Paraclet adopte une nouvelle règle dans l'esprit de la Contre-Réforme et du concile de Trente.
- 1637 : Le Paraclet est réquisitionné pendant un mois comme caserne.

Le troisième Paraclet
- 1650 : Une tempête détruit une grande partie de l'abbaye
- 1686 : Un château est construit au nord de l'abbaye pour servir de logement aux professes.
- 1701 : L'abbesse Catherine de La Rochefoucauld fait construire un cénotaphe dédié à Héloïse et Abélard. L'abbaye vit dans le culte du souvenir des amants convertis.
- 1707 : La reconstruction de l'abbatiale est commencée.
- 1721 : Dans les suites de la faillite de Law, le Paraclet tombe dans les difficultés financières.
- 1770 : Le domaine de l'abbaye et ses bâtiments agricoles sont affermés.
- 1779 : Une nouvelle salle capitulaire est construite, ainsi qu'un immense cellier qui se voit aujourd'hui.
- 1780 : Les restes d'Héloïse et Abélard sont rassemblés dans un long reliquaire déposé au pied du cénotaphe.

La fin du Paraclet
- 1790 : L'abbaye, nationalisée, est évacuée (quelques moniales reviendront).
- 1792 : Le reliquaire d'Héloïse et Abélard est retiré (il est transféré à Paris). L'abbaye est vendue, l'abbatiale démolie.
- 1793 : Incendie.
- 1821 : Le Paraclet est racheté par le général Pajol qui fait ériger l'obélisque dédié à Héloïse et Abélard.
- 1830 : Le Paraclet, hormis le château, passe à la famille Walckenaer.
- 1835 : Le poète paysan Charles-Athanase-Marie Walckenaer acquiert le château et réalise une manière d'utopie agraire récompensée par un prix agricole.
- 1910 : Charles Marie Walckenaer fait construire la chapelle actuelle.

### Une fondation en deux temps

#### L'oratoire de Saint-Denis (1122-1130)
En 1122, Abélard, prieur de Maisoncelles condamné l'année précédente au Concile de Soissons, se réfugie à Provins auprès de Robert, prieur de Saint-Ayoul. Grâce aux interventions personnelles de l'évêque de Meaux Burchard et de son protecteur, le très influent et richissime comte de Meaux Thibault de Blois, prochain comte de Champagne, puis de son allié le Sénéchal Étienne de Garlande, il force son nouvel abbé, Suger, à accepter qu'il soit détaché de Saint-Denis. Sur ordre de Thibault, Simon, seigneur de Nogent et également fondateur trois ans plus tard de l'abbaye voisine de Courgenay, lui cède les terrains boisés du mont Limars au nord de la rivière Ardusson entre Quincey et Saint-Aubin pour y fonder un ermitage, consacré à la Sainte Trinité, autour d'un oratoire dédié à saint Denis où il puisse tranquillement dispenser son enseignement auprès de ceux de ses étudiants qui l'y rejoignent.
Révolutionnaire au sens où il renoue avec la tradition du Collège Théodose (en) de saint Iltud, le projet d'une école retirée du monde nait dans une certaine improvisation d'une part de la promesse faite par Abélard de n'intégrer aucun autre monastère, ce qui nuirait à la réputation de celui de Saint-Denis qu'il vient de quitter, d'autre part de l'indigence dans laquelle il se trouve alors, incapable qu'il est de se transformer en simple exploitant agricole du terrain concédé,. La dédicace paradoxale à cette même maison mère de Saint-Denis, soigneusement occultée par la suite par un Abélard en conflit avec elle, traduit peut être les termes de l'accord entre le comte Thibault et l'abbé Suger et probablement une concession territoriale parmi de nombreuses autres,.
En 1127, à la suite de la disgrâce du chancelier Étienne de Garlande, obtenue par Suger, ancien camarade de classe du prince devenu proche conseiller du roi Louis VI, Abélard abandonne son expérience d'université aux champs pour prendre la direction de l'abbaye du Rhuys en Bretagne, son pays natal où il est à l'abri des persécutions conduites en France par ses rivaux cisterciens et prémontrés. L'unique bâtiment, « un dortoir clos », et les cabanes érigées par les étudiants, des fils de familles aristocratiques, sont laissés à l'abandon. Quand, trois quarts de siècle plus tard, un autre professeur fondera à son tour une école érémitique, le Val des Écoliers du Christ, ce sera dans l'esprit triomphant de ces ennemis d'Abailard.
En 1129, Héloïse, prieure du monastère de Sainte-Marie d'Argenteuil réquisitionné pour des moines, ainsi que toutes les autres moniales, est expulsée par Suger, abbé de Saint-Denis toujours opposé au sein de la cour capétienne au parti thibaldien et désormais soutenu par Bernard de Clairvaux. À l'invitation de son mari Pierre Abélard, elle rassemble la moitié de ses sœurs, dispersées dans leurs familles ou hébergées par l'abbaye d'Yerres, et s'installe avec elles au Paraclet, dans le plus grand dénuement mais doté dès 1129 d'une prébende à prélever sur les péages de Pont-sur-Seine. Le lieu est un désert, où les bénédictines ne croisent que des bêtes ou quelques brigands, mais se trouve au milieu d'un réseau routier et fluvial dont la fréquentation ne cesse de croître depuis le début du siècle, quand les foires de Champagne se sont ouvertes à Troyes et Bar. Milon, seigneur de Nogent et probable héritier du vicomte de Troyes Milon de Montlhéry, leur concède aussitôt les droits de pêche dans l'Ardusson entre Quincey et Saint-Aubin. La démarche de Milon de Nogent procède d'un certain activisme de la cour de Champagne. Presque simultanément, au concile de Troyes, Thibault fonde avec Hugues de Payns l'ordre du Temple, qui deviendra en quelques décennies le premier réseau bancaire.

#### L'oratoire de la Sainte Trinité (1131-1132)

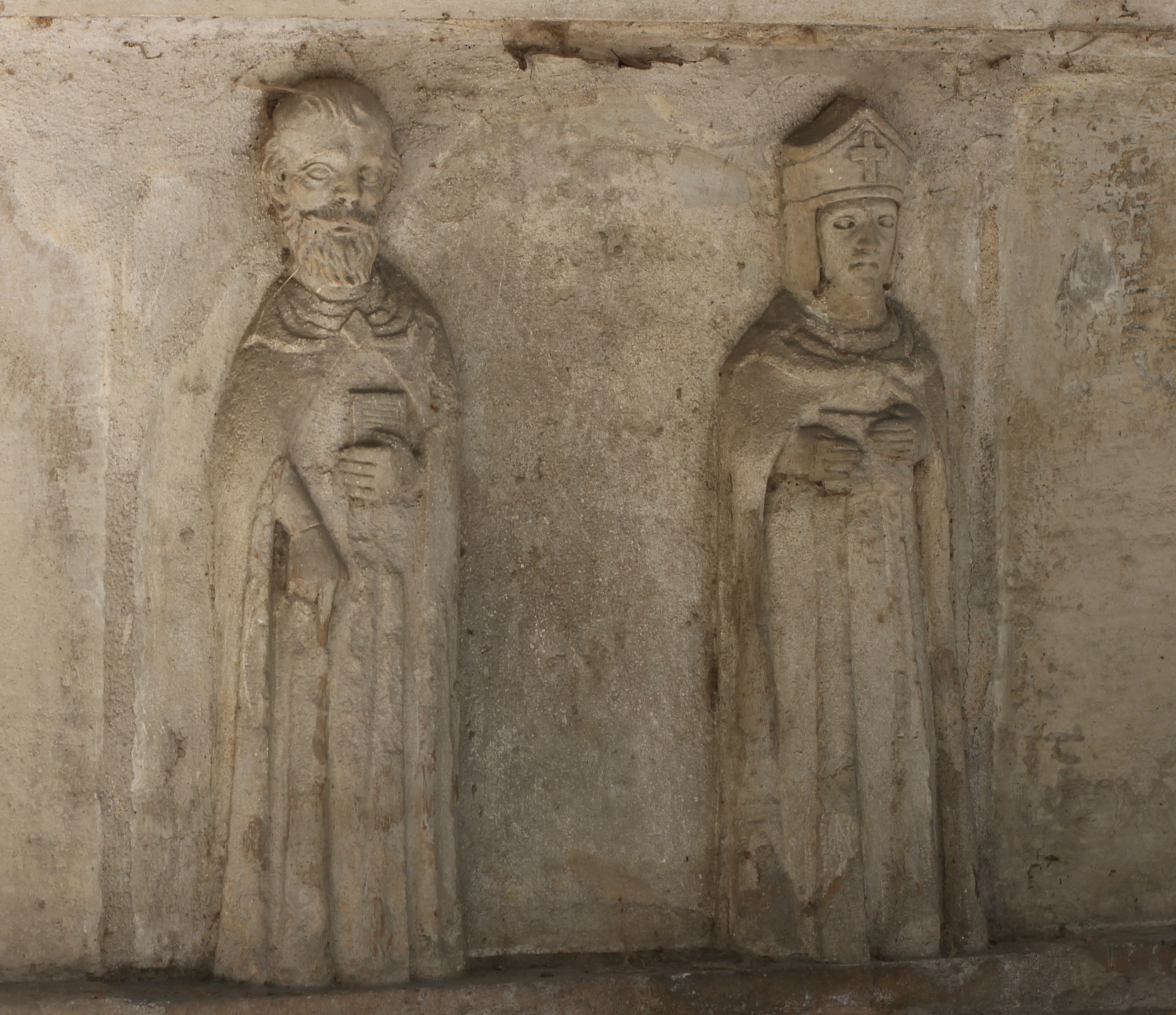
Abélard et Héloïse représentés sur leur tombeau par un haut-relief Renaissance rapporté par Alexandre Lenoir. Héloïse porte la mitre, qui lui sera conférée le 1er novembre 1147.

L'absence d'Abélard laisse Héloïse, qui ne manque pas d'appuis en raison de sa haute naissance, à la sollicitude autant qu'aux vexations et violences des diverses autorités locales. Le 28 novembre 1131, durant le schisme d'Anaclet, l'évêque d'Auxerre Hugues de Montaigu obtient du pape Innocent II le privilège qui agrée la fondation au sein de l'archidiocèse de Sens et sous l'autorité directe de l'évêque de Troyes Hatton, dans le diocèse duquel se trouve la Paraclet. L'établissement reçoit le nom officiel d' « Oratoire de la Sainte Trinité » et Héloïse en est nommée prieure.
Cependant, Abélard n'est pas inactif. Pour reconquérir l'opinion publique, il invente un nouveau genre littéraire, l'autobiographie. Dans Histoire de mes malheurs, dont le récit, centré sur un portrait mélodramatique de sa relation avec Héloïse, se clôt par la fondation d'un nouvel ordre monastique féminin, il s'efforce d'attirer la compassion de son public, l'ensemble du milieu intellectuel qui le diffuse par voie de circulaire. Puis il conduit une campagne de levée de fonds qui porte ses fruits rapidement. Héloïse et sa future prieure Astrane, épuisées par deux années d'incertitude et une année d'indigence, peuvent faire commencer la construction d'un petit chœur d'abbatiale dans le style roman tardif en complément du dortoir existant, puis d'une salle capitulaire, attestée en 1144 et comportant onze fenêtres, ce qui laisse supposer une construction gothique (en latin Francigenum opus, soit art français), ainsi qu'à l'entrée, d'un « petit cloître ».

#### Le premier ordre spécifiquement féminin (1133-1135)
En 1133, Abélard abandonne la direction du Rhuys où, en l'absence de financement, les moines doivent mener leurs propres affaires et ont déjà tenté, trois ou quatre ans plus tôt, d'empoisonner leur abbé réformateur. Quatre-vingts ans avant sainte Claire, il rédige à la demande d'Héloïse la première règle monastique féminine qui ne soit pas que la déclinaison de la Règle de saint Benoît qu'avait suivie sainte Écolasse et qu'un an plus tôt les premières Bernardines ont choisi de continuer de suivre. Il adopte ainsi une démarche différente de celle de Norbert de Xanten, qui donne une même règle aux prémontrés hommes ou femmes, mais se montre moins progressiste que Robert d'Arbrissel et Hélisende, la probable mère d'Héloïse, qui ont conçu à Fontevrault une abbaye mixte, voire syneisaktiste et non pas strictement féminine, à la tête de laquelle est nommée le 28 octobre 1115 Pétronille de Chemillé, les moines se trouvant ainsi subordonnés à l'autorité d'une femme.
Les expériences malheureuses de Saint-Denis et du Rhuys rendent Abélard, lui qui a pensé un moment préférable de se faire dhimmi en Al Andalus, parfaitement conscient de la nécessité et au fait des difficultés de réformer le monachisme. Un certain nombre d'options dessinent l'utopie conçue à deux de l'ordre paraclésien. La pratique sera toute autre.
Abélard, répondant à une commande d'Héloïse, commence la livraison de cent trente cantiques, paroles et musique, dont le mélancolique O Quanta Qualia. Le but recherché par Héloïse à travers cet hymnaire est de rendre cohérente une liturgie jusqu'alors suivie sans que sa logique ni même son sens ne soient perçus. Le Paraclet devient ainsi le premier centre de musique sacrée de son temps.
Abélard complète cette liturgie par vingt huit sermons à lire pour vingt huit saints anniversaires, jusqu'alors négligés. Pour l'édification des moniales du Paraclet, il organise une semaine liturgique sous la forme d'une leçon simple tirée de la Genèse et inspirée du commentaire de Rachi. Rare savant ayant accès, grâce à ses amitiés rabbiniques, au texte original qu'abritent les synagogues de Troyes et Provins, c'est la première [référence?] exégèse chrétienne de la Genèse depuis Saint Jérôme. En prenant une tournure de laboratoire savant, qui plus est animé par des femmes, le projet du Paraclet va clairement à l'encontre des orientations que veut donner à la réforme grégorienne le cistercien Bernard de Clairvaux, soucieux de restaurer l'autorité religieuse sur des clercs fidèles aux trois vœux, ce qui implique d'écarter les femmes. À cet égard, le Paraclet préfigure le béguinage, qui rejettera dans le siècle les femmes clercs et que l'Église combattra par le bûcher.
En 1135, Héloïse reçoit le titre d'abbesse, bien que son établissement reste un prieuré.

### Le Paraclet d'Héloïse

#### Une école de femmes savantes (1136-1141)

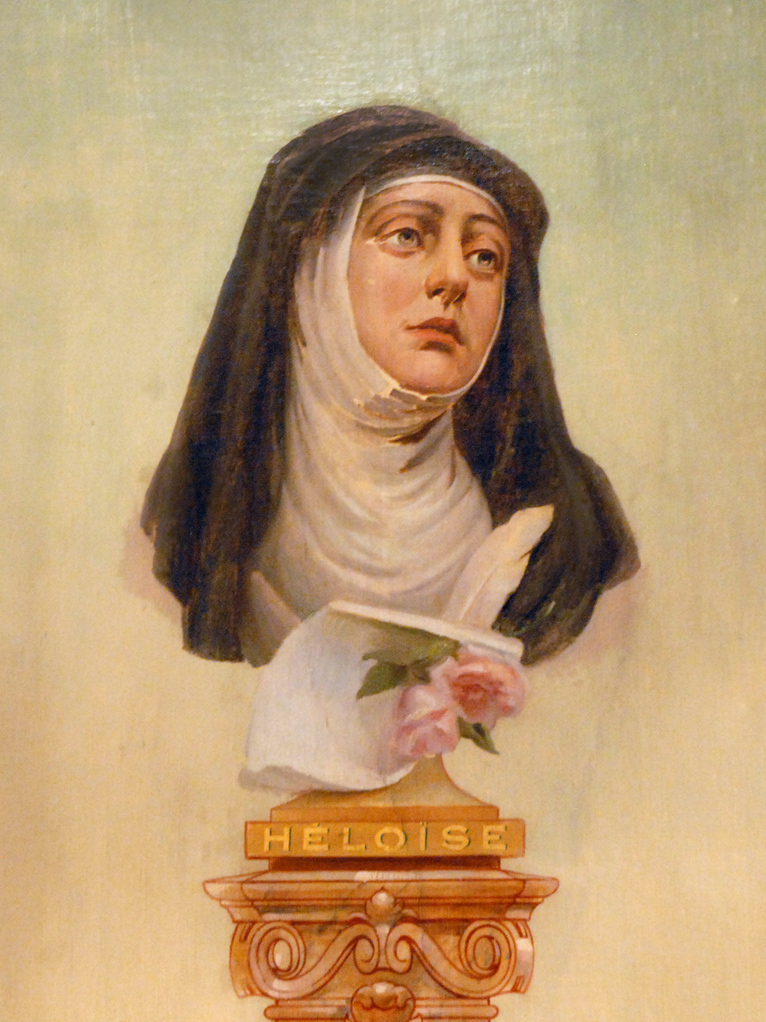
Portait imaginaire de l'abbesse Héloïse peint en 1853 sur un mur du Temple de l'Humanité.

En 1136, Abélard, nommé pour la seconde fois écolâtre de l'abbaye Sainte-Geneviève par le Chancelier Étienne de Garlande, qui en a retrouvé la charge en même temps que la faveur du roi, abandonne la direction du Paraclet à la seule Héloïse. Une bulle consacre la mutation. À l'exemple de son mari, Héloïse fait du Paraclet une école. Les demoiselles y étudieraient l’Écriture Sainte, les Pères de l'Église, le plain-chant, la musique, la médecine des simples, la saignée, le latin, le grec, et même l'hébreu, ce qui fit naître la légende vivace jusqu'en 1790, que la messe de Pentecôte est célébrée au Paraclet en grec.
Cette école monastique a été vue à la Renaissance comme un idéal humaniste, le prototype du Collège de France, mais à l'époque, quelle que fut l'importance de l'enseignement dispensé au Paraclet, quelques leçons données par Abélard ou au contraire un programme d'études bien défini, il dérange. Bernard de Clairvaux, inquiet du succès international d'Abélard et de la place réservée à la foi mystique par des docteurs qui, selon lui, prétendent « rendre clairs et accessibles les secrets mêmes de Dieu », inspecte le Paraclet. Il s'étonne que les patenôtres qui y sont récités reprennent les termes de l'évangéliste Mathieu, « notre pain suprasubstantiel ». Pour Bernard de Clairvaux, le modèle monastique féminin, c'est Hildegarde de Bingen, celui d'une femme qui abandonne la doctrine au clergé masculin, se cantonne à la musique, s'adonne à la transe et, adepte de l'idéal ascétique enseigné par Jutte de Sponheim, incarne une image mystique de la femme.
Le 26 mai 1140, le concile de Sens animé par le même Bernard, en condamnant les thèses d'Abélard, fragilise le projet du Paraclet. Pour ceux qui sont du parti de cultiver la critique exégétique des Écritures, la prieure, sans être pour autant impliquée directement, est une caution morale utile à l'hérétique, que celui-ci n'hésite pas pour sa défense à interpeller à ce titre.

#### Héloïse en quête de légitimité (1142-1145)

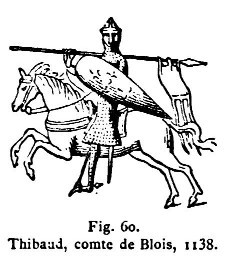
Thibaud en 1138 d'après un sceau. Le frère du roi d'Angleterre a été, dans la continuité de la politique de sa mère Adèle de Normandie, le parrain du Paraclet et le soutien d'une certaine liberté des intellectuels et des femmes face à Suger et à l'hostilité capétienne.

Deux ans plus tard, le 21 avril 1142, Abélard meurt à l'abbaye de Saint-Marcel où, malade, il a pris sa retraite. Héloïse, pour honorer sa promesse de lui donner une sépulture au Paraclet, organise, en s'appuyant sur le comte de Champagne, Thibault, le rapatriement de la dépouille de son mari, jalousement conservée dans leur abbatiale par les frères de Saint-Marcel. Or une querelle concernant l'investiture de Pierre de La Châtre à l'archevêché de Bourges font dégénérer les hostilités entre le roi capétien et le comte thibaldien, qui défend le choix du pape, en un conflit armé, qui atteint son comble en janvier 1143 quand le jeune Louis VII, excommunié, fait rôtir mil cinq cents habitants, adultes et enfants, dans l'église de Vitry. Ce n'est qu'au bout de deux ans et demi, le 10 novembre 1144, qu'Héloïse peut accueillir le corps de son époux dans la chapelle du Petit Moustier, où elle a fait aménager devant l'autel un tombeau.
Le transfert a été exécuté clandestinement par le supérieur de la maison mère de Saint-Marcel, Pierre le Vénérable. Le 16 novembre, celui-ci, souverain qui ne relève que de l'autorité du Pape, accorde au défunt une indulgence plénière qui est exhibée au-dessus du tombeau. Le même jour, il reçoit le Paraclet dans l'ordre clunisien, projet longtemps désiré à cause de l'admiration qu'il nourrit depuis son adolescence pour la femme savante qu'est Héloïse. L'esprit de la règle d'Abélard, sinon la règle elle-même, s'en trouve altéré dans le sens d'une reprise en main plus conforme,.

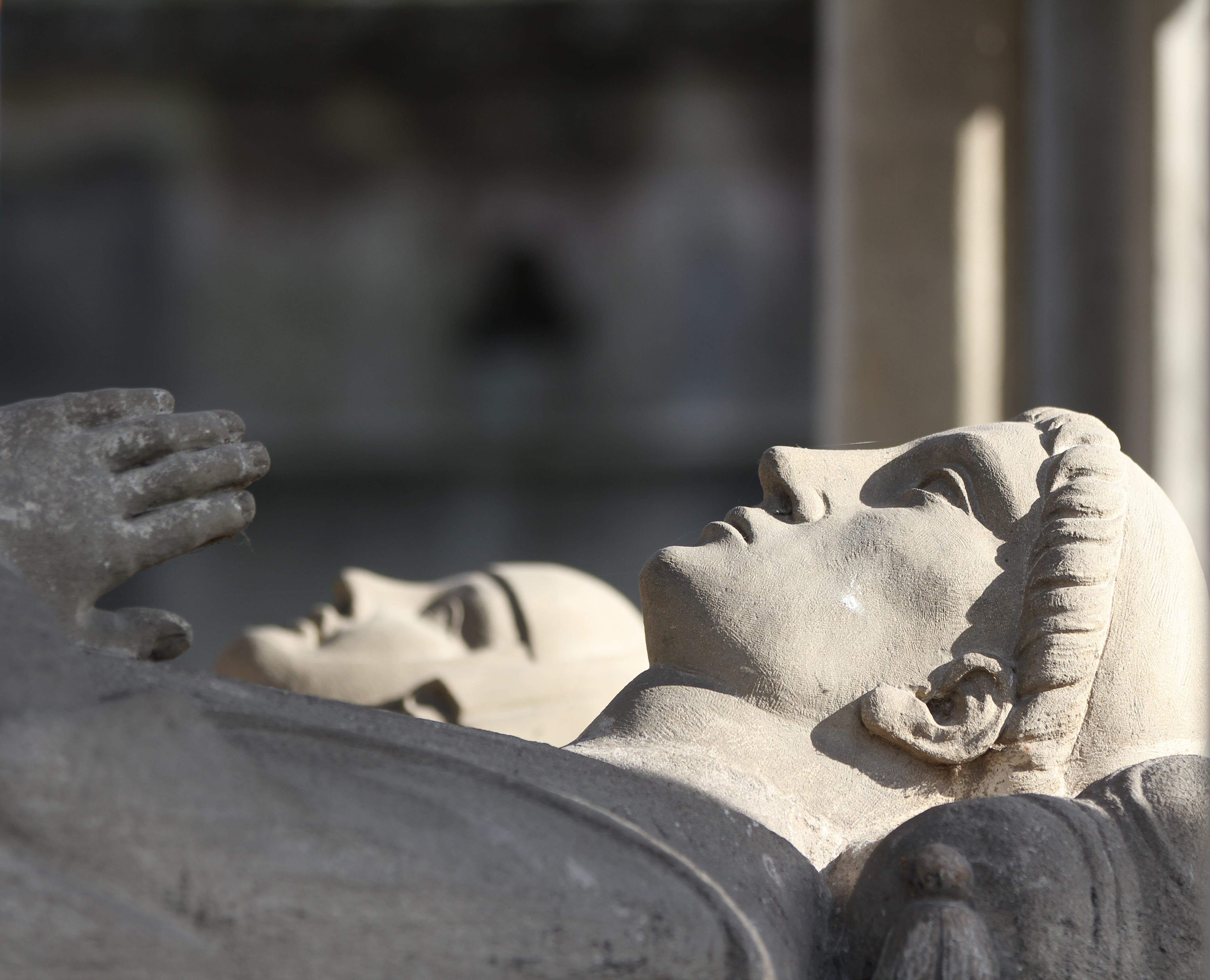
Gisant d'Abélard, contemporain du défunt, seule pièce authentique récupérée de son premier tombeau dressé à Saint-Marcel, visible aujourd'hui au Père-Lachaise.

Renonçant un peu plus à l'idéal autarcique d'Abélard, Héloïse, après l'affiliation de son abbaye, cède avec réalisme aux soutiens locaux qui se présentent. Cette même année 1142, elle ouvre une première annexe, le prieuré de la Madeleine, à Trainel où siège la plus importante famille seigneuriale de la région. En 1143, Baudoin de Chaufond, beau-fils du propriétaire, lui cède les marais, prés et labours de La Pommeraie situés entre l'Oreuse et le grand chemin ainsi que le « grand moulin » sur le vieux ru.
Un rituel est mis en place pour honorer la mémoire du fondateur de l'abbaye. Héloïse l'organise autour d'une oraison funèbre, la nénie d'Abélard, en prévoyant qu'il puisse servir après son propre ensevelissement sous la dépouille de son mari. Une procession exhibant la « croix du Maître », c'est-à-dire d'Abélard, rassemble la veille de Pâques les villageois de Saint-Aubin, Fontaine-Mâcon et Avant-lès-Marcilly s'acquittant de la dîme. Le monastère prend en charge l'enterrement des indigents.

#### Héloïse, femme d'affaires (1146-1163)
En 1146, Héloïse obtient de Thibaut que Milon, seigneur de Nogent, lui cède plusieurs centaines d'hectares déjà mis en culture au sud de l'Ardusson entre Saint-Aubin et son moulin, la route de Traînel à l'ouest et celle de Charmoy à l'est. Renaud fait de même de ceux des deux rives en amont sur l'Ardusson jusqu'au village de Quincey. Cinq ans après la mort d'Abélard, le prieuré a accumulé plus d'une centaine de donations.
Le 1er novembre 1147, Le pape Eugène III élève le Paraclet au rang d'abbaye et rédige une bulle d'exemption nullius dioecesis conférant à son abbesse une autorité quasi épiscopale qui s'étend déjà, certains lui préexistants, sur cinq prieurés annexes situés à Trainel, Aval ou Laval, près de Lagny, Noëfort, appelé aussi Montfort, près de Saint-Pathus, Saint-Flour, dont il ne reste rien, et La Pommeraie, laquelle appartenait depuis 887 au chapitre d'Auxerre. Jusqu'à sa fermeture, l'abbaye acquittera au Saint-Siège un impôt annuel, « obolum aureum », qui sera en fait réglé une fois par siècle sous la forme d'un talent, la « maille d'or ». Les paroisses de Saint-Aubin et de Quincey avec leurs dîmes sont attribuées au Paraclet. Le curé de la seconde sera désormais nommé par l'abbesse.
La même année, le Paraclet se voit confirmer la propriété de La Pommeraie. La comtesse Mathilde, veuve en 1151, y ouvre une abbaye-fille dans laquelle elle se retire, Notre-Dame de la Pommeraie.
En 1152, Comitisse, nièce du même Milon de Nogent, entre au Paraclet en y apportant les droits sur le four de Saint-Aubin et de Quincey.
Le 15 novembre 1157, le pape Adrien IV promulgue un accord de partage signé avec l'abbaye de Sainte-Colombe, dans le ressort de laquelle se trouve l'abbaye de La Pommeraie, le fonds revenant au Paraclet, la dîme à son aînée. Le 1er décembre, sont confirmées les nombreuses et éparses donations faites au Paraclet par les grands propriétaires terriens de la région.
En décembre 1160, la comtesse Mathilde, future grand-mère de Philippe Auguste, est enterrée à l'abbaye de La Pommeraie, à laquelle elle avait fait don de trois moulins comtaux de Provins. Son fils, le comte de Troyes ajoute une rente de 35 livres à prélever sur la foire de la même ville et Jocelin de Saint-Pregts est contraint de leur céder les pâturages voisins du lieu-dit Barrault. Le tombeau de cette princesse, apparentée à toutes les grandes cours, fait de La Pommeraie un lieu de passage obligé, fût-ce à faible fréquence, tant pour le roi que les princes étrangers.

### Apogée et déclin
Victime de son succès, le Paraclet, saccagé et déserté à la fin de la guerre de Cent Ans pendant plusieurs années, finit par dépendre financièrement de bienfaiteurs locaux. Malgré une décadence matérielle et intellectuelle, il continue toutefois jusqu'au XVIIIe siècle d'illustrer et de s'organiser autour de l'art choral introduit par les grands compositeurs et poètes que furent ses fondateurs, avec la même exigence de la connaissance par cœur qui signe la sincérité du désir.

#### De la relégation aux reconnaissances multiples (1164-1234)
En 1164, la prieure Eustachie prend la direction de l'abbaye à la suite d'Héloïse, décédée le 16 mai et enterrée au Petit Moustier sous la dépouille de son mari. Même si après la mort d'Abélard l'abbaye a intégré la règle bénédictine, une certaine tradition voulue par Héloïse continue d'y être respectée, en particulier une exigence de sincérité et non d'apparence, propre à la conception de responsabilité par intention introduite par Abélard dans la morale et le droit de l'Occident. Les vœux ne peuvent être exigés de celle qui ne s'en sent pas capable. Le Paraclet évite ainsi de tomber dans la mondanité qui fut fatale à Fontevraud, l'autre prestigieuse abbaye féminine. Contrairement à cette abbaye de Dames, son effectif reste réduit.
Il faut attendre quinze ans pour qu'avec une nouvelle abbesse, Mélisende, qui appartient à la haute noblesse, les donations reprennent. En 1194, Garnier de Traînel, évêque de Troyes, fait don de la cure de Saint-Aubin, en sus de celle de Quincey, et deux seigneurs locaux lèguent l'usufruit de terrains boisés tant pour la glandée que pour la construction, la plupart des bâtiments de l'abbaye étant encore en bois. En 1198, la Curie prend acte, au nom du pontife Innocent III, de l'affiliation du Paraclet à l'ordre de Cluny. Une bulle confirme les privilèges et les biens. En 1203, Eudes de Saint Pregts étend les droits de l'abbaye de La Pommeraie à l'usage des bois du lieu-dit Barrault. La même année, la nouvelle et quatrième abbesse, Ida, obtient du même pape l'excommunication d'un chanoine du chapitre de Troyes qui a frappé les chapelains et frères convers du Paraclet. Comme le prévoit la règle rédigée par Abélard, dont la légitimité est ici remise en cause, un petit nombre de ceux-ci est admis au sein de l'abbaye pour le service des femmes.
En 1218, la cinquième abbesse, Ermengarde, donne à Saint Louis le financement, pris sur la dot de sa prieure, nécessaire à la fondation de l'abbaye de Royaumont.
En mars 1229, les boulangers et pâtissiers de Provins, en la personne de Philippe Poilet, associent symboliquement leur corporation au Paraclet. Chaque maître s'engage à verser à la représentante de l'abbaye le jour de la Pentecôte, devant l'église Saint-Thibaut à l’issue de la prédication, « trois deniers de cens et une redevance en pain nommée thouyn ». Le règlement prévoit que chaque nouveau maître, après avoir payé le cens, fournit « pour sa bienvenue, une tarte et un gâteau bon et honnête ».
En 1233, l'abbaye de Saint-Denis passe avec la seigneurie de Nogent, qu'elle détenait encore à la fin du IXe siècle, un accord reconductible de fourniture annuelle en blé incluant la production de Fontaine-Mâcon, qui appartient au Paraclet. Celui-ci en tire une rente à prélever en nature sur la dîme de l'ensemble de la seigneurie. L'abbaye royale devient ainsi redevable envers sa consœur champenoise mais depuis huit ans, le rythme des donations a chuté brutalement, tandis que les procédures ne cessent d'augmenter.

#### Crise financière et déclin clunisien (1235-1336)
Chœur - Il se repose des souffrances
De la peine, et de l'amour.
(...)
II - Dans le trou de la tombe 
Scintille l'étoile secourante.
Le juste, pareil aux astres,
Montera au refuge.
Alors, il verra
Dans sa splendeur le Seigneur.
III - Salut, vainqueur couronné !
Monte au cadran radieux !
Avec mille larmes
(Comment te dire adieu ?),
Ta veuve s'incline
Dans les ténèbres.
IV - Mon conjoint pour l'éternité,
Il me sied de l'aimer mort
Parmi les bienheureux.
Le trépas a expié
(Comme il l'a guéri !)
La démence d'un cœur.
VI - (...)
N'entends tu ? La musique
Retentit de joies,
Et la mélodieuse
Harpe des anges !
VII Chœur - Ils se reposent des souffrances
De la peine, et de l'amour.
(...).
En cultivant la légende de ses fondateurs, pécheurs convertis, le Paraclet s'efforce de maintenir à travers les vicissitudes son prestige, au plus haut un siècle après leur mort, mais finit par s'effacer derrière ces figures mythiques dès le siècle suivant puis par être complétement occulté au XVIIe siècle par le modèle littéraire de leur correspondance> et de l'amour profane.
Le pape Grégoire IX confie à Guillaume d'Auvergne un projet, préparé en 1237 mais inabouti, de réformes des monastères féminins, dont le Paraclet apparait, à travers le mythe de la conversion d'Héloïse entretenu par sa Correspondance, comme l'archétype. Face au nouvel idéal évangélique d’extrême pauvreté prôné par les clarisses, le Paraclet offre le modèle de la « discrétion » c'est-à-dire l'absence d'excès dans les richesses. L'excès de pauvreté nuirait à l'idéal recherché en ne permettant pas la vie commune. La pauvreté individuelle, la mise en commun des biens propres, n'implique pas la pauvreté de l'ordre, l'absence de biens communs.
En mai, une mission conduite par Ermengarde, accompagnée de ses trois nièces et néanmoins filles, de sa chantre et de trois prêtres, est reçue à l'abbaye de Fontevrault par la supérieure Adèle dans le but d'un rapprochement des deux chefs d'ordre, l'un implanté à l'ouest, l'autre à l'est. Le projet de rapprochement n'aura pas de suite mais les deux établissements ont en commun d'être victimes de leurs succès. La mise à contribution des finances des évêques pour accueillir toutes les candidates est débattue sur fond d'émergence des ordres mendiants. En 1244, l'abbesse est obligée de limiter à vingt-cinq le nombre de moniales pouvant être admises au prieuré de la Madeleine, à Trainel. À la mort d'Ermengarde, en 1248, en attendant la nomination d'une remplaçante, la gestion de l'abbaye est ainsi confiée à un commissaire troyen, Pierre Desbordes. Son bilan consolidé comptabilise 49 porcs, plusieurs écuries totalisant 26 chevaux, en rapport avec la grande quantité de labours et de blé engrangé, un cheptel de 38 bœufs et 54 vaches, un troupeau de 1 500 brebis.
Moins de cinquante ans plus tard, le pape Célestin III tranche la question financière en limitant le nombre de moniales à soixante, effectif déjà atteint à la fin du XIIe siècle et depuis largement dépassé. Héloïse avait déjà dû renoncer au projet agraire d'autarcie et se tourner vers la collecte de dons. Désormais l'abbaye sera dépendante des financements des familles bienfaitrices y plaçant leurs filles.
Destinataire des legs faits par les grands propriétaires terriens des alentours, l'abbaye devient une pièce dans le jeu des alliances locales qui permet d'accéder à un rang. Elle accueille les demoiselles qui ne se destinent pas au mariage, telle Mélissende « de La Chapelle », novice dont la dot est payée à l'abbaye en 1207, pour une raison imaginable, par son père Hugues Lemoine, aspirant chevalier. Parallèlement, la pratique du latin diminue. La charge d'abbesse finit par être accaparée pendant un plus d'un siècle, de 1299 à 1423, à l'exception d'une douzaine d'années, par la même famille des Barres, fondatrice en 1127 du prieuré de Noëfort et principale contributrice de l'abbaye.

#### À travers la guerre de Cent Ans (1337-1480)
La Champagne est épargnée par les débuts de la guerre de Cent Ans. En 1342, la reine Jeanne d'Évreux, veuve retirée dans sa seigneurie de Brie, fait don de 40 livres pour la réfection de l'église abbatiale, comme elle en fait pour d'autres établissements religieux de la région.
Dix ans après le début de la peste noire, le 9 juin 1358, les mercenaires d'Étienne Marcel et Charles de Navarre renforcés de Jacques sont chassés de Meaux au terme d'un bref siège par les troupes du Dauphin, qui tiennent Montereau, et celles du captal de Buch, revenant de croisade prussienne où elles ont participé au massacre de la Strèbe. Les pillages sont perpétrés jusque dans les campagnes de Nogent. Pendant l'année 1359, alors que le bailli de Sens pratique une politique de la terre brûlée et fait démolir les bastions isolés, le Paraclet est saccagé à l'occasion d'une chevauchée des routiers du roi Édouard. Cette destruction intervient probablement dans les suites de la bataille qui a vu le 23 juin à Chaudefouace la grande compagnie de Brocard de Fenestrange, appuyée par la milice de l'évêque de Troyes Henri de Poitiers, vaincre les troupes anglaises d'Eustache d'Abrichecourt. Celles-ci restent cependant stationnées à Nogent et Pont-sur-Seine. Le Paraclet se trouve dans une sorte de no man's land.
En 1366, c'est cet évêque guerrier que le pape Urbain V charge de restaurer le Paraclet et rassembler les sœurs dispersées dans leurs familles. Parmi celles-ci, Jeanne de Chevery, dont l'évêque a trois filles et un fils, Henri le Bâtard, légitimés à la mort de leur père, en 1370, par une ordonnance du roi Charles V. Quarante ans plus tard, la restauration est loin d'être achevée. En 1408, le pape Benoit XIII envoie d'Avignon une indulgence pour toute contribution.
Durant tout le début du XVe siècle, la ligne de front ne cesse de se déplacer dans la région du Paraclet, au sud de la Seine, où les incursions d'un camp ou d'un autre se multiplient. Le traité de Troyes, fixant en 1420 la frontière sur la Loire, n'apporte pas la paix. Le système des granges, logement sur place du personnel agricole organisé par l'abbaye, est détruit. En 1432, les moniales de La Pommeraie sont réfugiées à Sens, sans doute depuis plusieurs années, dans une maison de la rue Saint-Hilaire (actuelle rue Allix) loué par le chapitre. Circuler, c'est s'exposer aux maraudeurs.
À partir de la reprise de Montereau en 1437 par Charles VII, sacré depuis huit ans, les propriétaires de la région font des repérages, ceux que la guerre a enrichis investissent de nouveau et l'activité reprend lentement. La guerre terminée, commence en 1453 une période de reconstruction financée par emphythéoses. En 1458, une première campagne de « réconciliation » rend quelques églises des alentours au culte. En cette fin de XVe siècle, la seizième abbesse, Guillemette de La Motte, devient sénile et c'est à la prieure de Traînel de se charger du temporel. Le Paraclet finit par se relever dans un certain silence.

### Le Paraclet à la Renaissance
Durant la Renaissance, le Paraclet, associé par ses abbesses aux familles de premier plan, les maisons de Coligny, de Chabot, de La Tour d'Auvergne…, devient une pièce, secondaire, dans le jeu politique. Il est entièrement reconstruit puis complètement ruiné par les Guerres de religion.

#### La renaissance physique de l'abbaye (1481-1512)
Catherine II de Courcelles devient en 1481 la dix-septième abbesse. Cloître, réfectoire, dortoir et d'autres offices sont construits et marqués de ses armes.

Armes de Catherine de Courcelles

 Les travaux dureront plus de trente ans. La gestion de Catherine de Courcelles et ses adjointes impressionne. L'abbaye Notre-Dame-aux-Nonnains, vénérable établissement de la ville de Troyes où a accouché une religieuse en 1448, leur est confiée pour y imposer la règle bénédictine. Dès 1482, elle devient, ce que le dernier des Valois fera confirmer par le pape Sixte IV, une filiale du Paraclet. Celui-ci hérite ainsi des charges mais aussi des bénéfices de son aînée, en particulier de la dot d'une fille d'Hélie de Villemaur-sur-Vanne, entrée aux Nonnains en 1197, soit, selon un acte contresigné par la comtesse Marie, dix livres de rente sur les péages prélevés à Villemaur et Marcilly sur la route qui relie Sens et Pont-sur-Yonne à Troyes en passant par La Pommeraie. À partir de 1487, l'abbaye peut recommencer à louer ses moulins et terrains agricoles.
Le 2 mai 1497, l'abbesse transfère solennellement les ossements d'Héloïse et d'Abélard depuis le Petit Moustier à l'abri des infiltrations et des inondations (« a quodam loco humido et aquoso »), respectivement à gauche et à droite de l'entrée du chœur de l'abbatiale de la Sainte Trinité, dans laquelle les abbesses successives ont leurs sépultures.
En août 1499, l'évêque de Troyes Jacques Ranguier inspecte l'abbaye, qui fait l'objet de rumeurs. En cette fin du règne de Louis XII, la société paysanne champenoise est en plein boom. L'évêque constate que les fêtes annuelles organisées par l'abbaye pour chacun des villages du ressort de celle-ci, à l'occasion de la collecte de la dîme, donnent lieu à des danses et même à certains chants aux paroles déplacées. Il reproche aux moniales d'y prendre part elles-mêmes avec les villageois. Il demande à l'abbesse de réformer son établissement et de rétablir la clôture. Conformément à ces recommandations, est construite une nouvelle enceinte, que l'on voit aujourd'hui. À son achèvement, en 1509, est posée une grille dans le chœur.

#### L'abbaye royale, bastion de la catholicité (1513-1560)
En 1513, Catherine de Courcelles, qui a la sagesse de ne pas reproduire l'erreur de la seizième abbesse, obtient du pape son remplacement par la trésorière de Notre-Dame aux Nonnains, sa nièce Charlotte de Châtillon-Coligny, qui est une calviniste convertie au catholicisme.
À la mort de celle-ci, en avril 1533, c'est le roi qui, en vertu du Concordat de Bologne, nomme son successeur. François Ier, qui a commencé les persécutions contre les réformés protégés par sa sœur, la reine Marguerite, en les excluant des hautes charges, choisit Antoinette de Bonneval. L'abbaye est désormais une abbaye royale, régie par une discipline rigoureuse qui se veut exemplaire et, dix ans durant, tombe dans l'excès. L'abbesse exige la présence de ses prieures, fait subir des pénitences extravagantes aux réticentes et n'hésite pas à les faire quérir manu militari.
Une vague de banditisme liée à la démobilisation des bandes de Champagne, compagnies franches et autres soldats revenus des guerres d'Italie, puis le déclenchement des guerres de religion provoquent dès 1529 la fortification des villages situés entre Seine et Yonne. Ces grands travaux s'étaleront sur cinquante ans. Dans ce dispositif, l'abbaye va devenir une pièce militaire.

#### La rencontre de la simplicité abélardienne avec le calvinisme (1561-1597)
En 1567, l'abbesse Jeanne de Chabot, fille de l'amiral nommée sept ans plus tôt par la régente, donne refuge aux populations et troupeaux fuyant les massacres perpétrés par les armées protestantes de Condé, Coligny et Andelot à la suite de leur coup d'état manqué. L'abbaye devient une place forte défendue par deux cents mercenaires. L'abbaye de La Pommeraie est fermée, réduite à une ferme, et ses moniales transférées à Sens. L'abbesse du Paraclet doit négocier des sauvegardes avec les chefs des différents partis en guerre, tels que l'ambassadeur d'Espagne, le comte d'Aremberg, ou, plus tard, le Duc de Guise, chef de la Ligue. L'abbaye fortifiée affronte en 1576 les lansquenets qui ont incendié les villages alentour.
En quinze mois couvrant l'année 1586, le pays est ravagé par cinq passages des armées protestantes et allemandes se ralliant au Prince de Condé près de Sens, au château de Vallery. L'abbesse scandalise ses filles en invitant à l'office des dignitaires calvinistes et en limitant sa communion. Tous les objets ostentatoires sont vendus. Les dissensions provoquent une défection massive parmi les dix-huit professes, plusieurs revendiquant pour elles le titre d'abbesse. Des factums circulent. En juillet 1592, l'évêque de Troyes est obligé de forcer à coup de pioches la clôture pour faire son inspection ordinaire. Confirmée à la suite d'un procès par un décret d'Henri IV, que les ligueurs qualifient de « roi hérétique », Jeanne de Chabot ne renie rien de ses choix incompris. Elle meurt en 1593 entourée des trois seules sœurs restantes, accusée d'avoir vendu aux Anglais le manuscrit de la correspondance d'Héloïse et Abélard, dont la première édition est organisée par le Paraclet vingt-trois ans plus tard à partir de copies.
Le Saint Siège ayant reconnu précédemment une autre abbesse, Anne du Moulinet, moniale de Jouarre, pendant cinq années l'abbaye reste vacante, sans que Marie de la Rochefoucauld, fille du seigneur de Chaumont appelée du couvent de Saintes par le roi, ne puisse entrer en fonction.

### Le Paraclet de la Rochefoucauld
Tombée en commende,, l'abbaye devient une charge héréditaire qui générera jusqu'à trente mille livres de rente annuelle à la fin du XVIIIe siècle. De 1593 à 1792, toutes les abbesses sont issues de la famille de La Rochefoucauld.

#### Dans la Contre-Réforme (1598-1646)
Au tout début du règne de Louis XIII, la supérieure Marie de La Rochefoucauld reçoit François d'Amboise venu visiter le Paraclet au prétexte d'un lointain cousinage avec l'abbesse. Ce maître des requêtes et conseiller de feu Henri IV a été mis à la retraite par Marie de Médicis. Le parti ultra catholique, qui soutient la Régente, entend écarter de la cour une génération de seigneurs riches et entreprenants sur lesquels le « roi hérétique » s'était appuyé et les remplacer par des courtisans. François d'Amboise vient avec une intention politique et un historiographe de trente ans, André du Chesne, fils cadet d'un chevalier tourangeau allié, pour se faire céder ceux des manuscrits d’Abélard et Héloïse que possèderait encore le Paraclet. André Du Chesne se charge de la première traduction, qui paraît en 1615 et est mise à l'Index dès la seconde édition, principalement à cause de la préface apologétique, qui sert le parti libertin. Sous prétexte d'une condamnation pour hérésie qui n'a pas été prononcée, les amants scandaleux restent plus que jamais censurés.
À partir des années suivantes, l'abbesse met progressivement en œuvre les nouvelles règles édictées par le concile de Trente, clôture, silence, effacement des conditions sociales, soumission à l'évêque, confesseur externe au monastère, directeurs de conscience, interdiction prophylactique d'être à deux, chasteté de la pensée, etc. mais le 15 mars 1621, elle procède à une réunion charnelle qui insiste sur la relation indéfectible d'Héloïse et Abélard en regroupant leurs deux cercueils dans un caveau qu'elle a fait aménager dans le plafond de la crypte sous l'autel.
En 1623, elle choisit pour coadjutrice Anne Marie de la Rochefoucauld de Langeac. Le choix d'une cousine est un acte d'autonomie vis-à-vis de la hiérarchie ecclésiastique.
Le 27 juin 1626, l'abbesse fait constater l'infraction commise par l'évêque de Troyes René de Breslay, qui, pour le besoin des travaux d'installation d'une grille dans le chœur de l'abbatiale, a transgressé sans autorisation la clôture. Il lui est reproché en outre d'être entré dans les cellules et d'y avoir eu des entretiens avec les nonnes tard dans la nuit. L'affaire est portée devant le lieutenant général du présidial de Sens, Bernard Angenoust, seigneur d'Avant et de Rosières, lequel rappelle la souveraineté que tient l'abbesse du seul Saint-Siège et l'étendue de celle-ci. L'évêque obtient un droit de visite pastorale.
Le 8 mai 1632, à la demande des moniales, ce même évêque publie la règle, mise en place quinze ans plus tôt, que leur prescrit la Réforme catholique. Il ne manque pas d'accaparer l'acte en l'accompagnant d'une lettre dans laquelle il les exhorte à respecter cette règle « en dépit de la faiblesse de leur sexe ».
Durant tout le mois de mars 1637, l'abbaye, qui avait bénéficié d'une sauvegarde lors d'un premier passage en 1627, est réquisitionnée pour les troupes du Maréchal de Coligny en campagne dans la guerre de Trente Ans. Elle compte à cette époque vingt huit religieuses.

#### La vie monacale façon Grand Siècle (1647-1706)
Le 10 août 1650, une tempête détruit le clocher, la voute de l'abbatiale, le cloître, la boulangerie, l'infirmerie, le noviciat et l'appartement de la supérieure. L'abbesse Gabrielle-Marie de La Rochefoucauld conduit la reconstruction, qui inclut les granges et le colombier qui se voient aujourd'hui. Sa sœur, Catherine de La Rochefoucauld, vingt-sixième abbesse, fait construire en 1686 le château pour y loger les sœurs à l'écart des novices et du personnel des convers. L'ancienne abbaye autour de l'abbatiale acquiert déjà son caractère purement fonctionnel, essentiellement horticole et agricole, avec d'un côté le cloître et de l'autre la basse-cour.

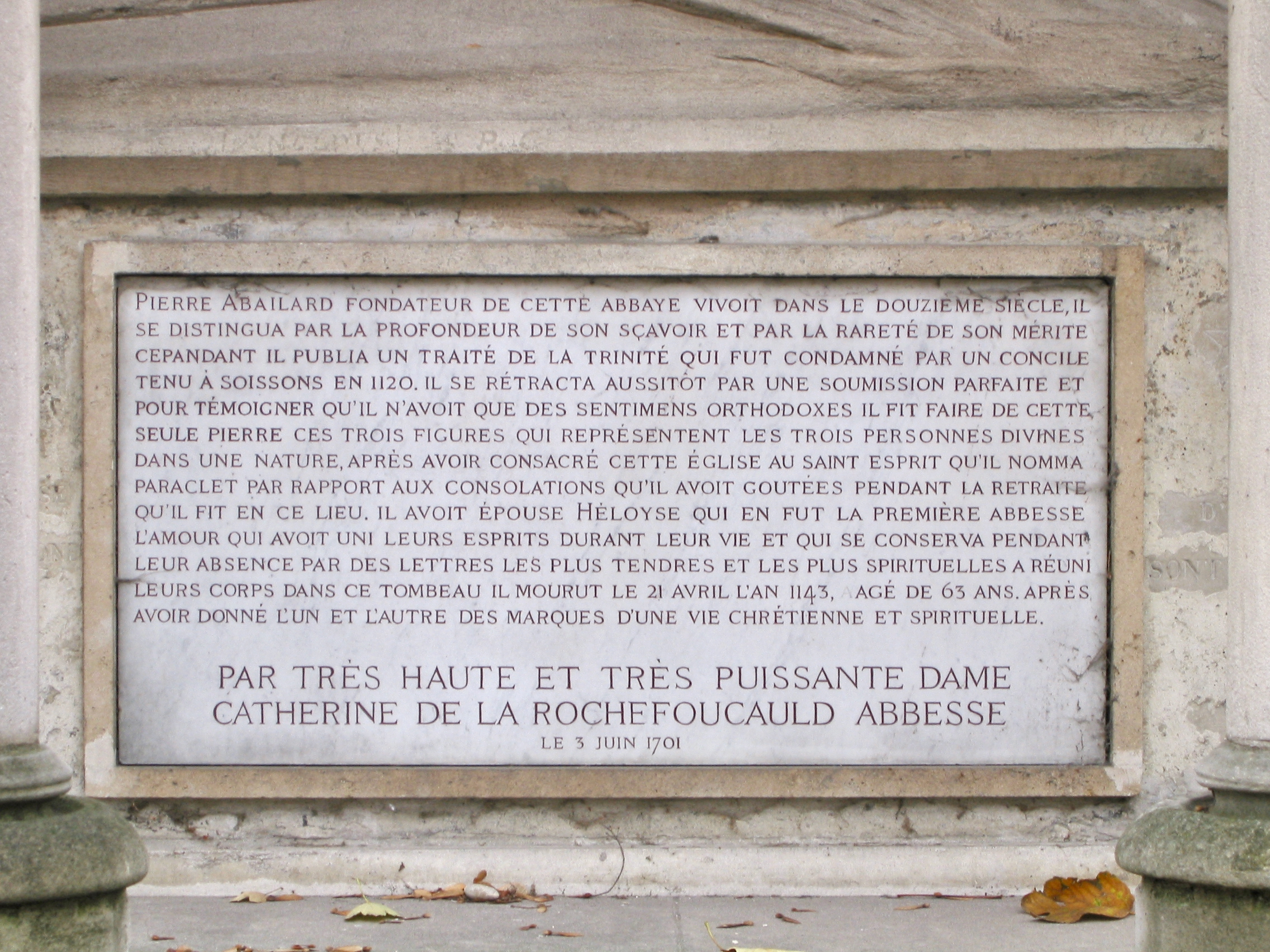
Plaque commémorative ôtée du cénotaphe des fondateurs dressé en 1701 dans l'abbatiale du Paraclet pour attirer les visiteurs, un des ultimes vestiges de l'abbaye,.

La vie à l'abbaye ressemble plus à une vie de château austère ponctuée par le cérémonial bénédictin, soit six heures de prières quotidiennes. Le confort est confié aux soins des frères et sœurs converses. Celles-ci sont une petite douzaine pour le double de « moniales de chœur ». L'abbaye accueille des prêtres, des bénédictins et des novices en visite. Elle compte en son sein des frères et sœurs oblats, jeunes dévots ou retraités ayant donné leurs biens et bénéficiant d'une règle allégée.
Le 3 juin 1701, Catherine de La Rochefoucauld fait installer dans le chœur de l'abbatiale un cénotaphe, dédié à Héloïse et Abélard. Afin de rendre visible aux visiteurs cet étrange monument, elle installe dessus une sculpture de la Trinité représentée par une triple statue dont les trois figures joignent sous un même manteau leurs mains en une seule prière. L'abbaye devient un lieu de culte du souvenir d'Héloïse et Abélard, fêtés solennellement chaque 21 avril et 16 mai, où sont reçus les touristes érudits. Les murs de nombreuses pièces se couvrent de tableaux les représentant.

#### Un château et sa ferme (1707-1789)

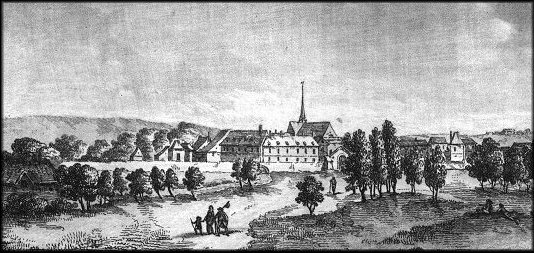
Le Paraclet entre 1686 et 1708,.

Dans la première moitié du XVIIIe siècle, la vingt-septième abbesse, Marie de La Rochefoucauld de Roucy, fille du comte de Roye et d’Éléonore de Durfort, fait reconstruire l'abbatiale. L'effectif compte vingt quatre professes, dix converses, cinq religieux, des médecins et chirurgiens, vingt domestiques, neuf servantes et, si l'activité agricole continue de prospérer au Paraclet même, la gestion complexe d'une multiplicité d'établissements n'est plus efficace. En 1721, il faut en appeler aux finances publiques de la Régence et c'est le Duc d'Orléans qui règle une partie des dettes des Nonnains. En 1733, est invoqué l'accord de 1233, pour qu'en tant que nouvelle filiale de Saint-Denis, l'abbaye royale de Saint-Cyr prenne en charge la redevance de blé due par sa maison mère, soit sept muids, un setier et huit boisseaux. Elle s'en acquitte une première fois le 17 juillet.
Le 16 novembre 1770, Marie Rose Charlotte de La Rochefoucauld de Bayers afferme près de deux cents hectares à Michel Blaque moyennant une annuité en nature et une rente de 24 000 livres d'argent. La basse-cour est concédée avec sa cave, le Cellier aux moines, son écurie, son colombier, etc. Contrairement à la situation des siècles passés, l'effectif ne compte presque plus que des roturières, seize sur dix huit, hormis l'abbesse. Son successeur, Marie Charlotte de La Rochefoucauld de Roucy, vingt-neuvième et dernière abbesse, fait construire une nouvelle salle capitulaire et un corps de bâtiment de cent seize pieds de long, soit plus de trente sept mètres.
Le 6 juin 1780, l'abbesse dépose dans le sol devant le cénotaphe un reliquaire plombé de trois coudées où ont été rassemblés dans deux compartiments respectifs les ossements, très bien conservés, d'Héloïse et Abélard, peut être dans le but d'entretenir la célébrité de sa maison. Le revenu annuel de l'abbaye décline en effet jusqu'à quelque 20 000 livres.

### Le Paraclet sécularisé
Dans ce Temple Divin où règnent les vertus,
Héloïse, Abeilard ont confondu leurs cendres.
Dieu seul fut le soutien de ces âmes si tendres.
Cet asile aujourd'hui... que dire ? Rien de plus !

#### Destruction et préservation à travers la Révolution (1790-1815)
Le 25 juin 1790 est décrétée la nationalisation des biens ecclésiastiques de grand prix. Les moniales, qui ont le soutien de la population et ont l'habitude de soigner les nombreux paysans allant vendre leurs productions à Provins ou Paris, proposent, sans succès, de convertir leur établissement en hospice. En décembre, l'abbaye est évacuée et des scellés posés à la porte de l'église.
Le 30 mars 1792, l'abbaye tombe sous le coup de la loi sur les biens des émigrés. Début octobre, les quelques moniales revenues évacuent l'abbaye. Le 9, les notables de Nogent viennent, au grand dam des villageois, solennellement retirer du cénotaphe le pseudo double cercueil. Le 18, le District le réceptionne et fait transporter la triple statue dans l'église de Nogent à l'instigation du curé de celle-ci. Les restes d'Héloïse et Abélard restent à Nogent jusqu'en 1800 puis sont transférés à Paris.
Le 14 novembre, l'abbaye est vendue 78 000 francs au domestique du même pasteur, puis cédée successivement à un notaire local et un fripier parisien, Pierre Simon, qui débitent les bâtiments en commençant par l'abbatiale Sainte-Marie construite au début du siècle.
En 1793, durant la Terreur, un incendie ravage une partie des bâtiments restants. Le 21 juillet 1794, le comédien Monvel, directeur du théâtre de la République, et sa femme achètent le château pour y habiter, ainsi que les ruines alentour. En juillet 1795, les cent soixante treize livres de la bibliothèque du Paraclet qui n'ont pas été sauvegardés par Jean-Joseph Cajot ou dispersés par d'autres sont vendus par le District. En mai 1805, Pierre Simon meurt, et la basse-cour revient à son héritier.

#### Ungentleman farmer(1816-1834)
Le 21 juillet 1821, le général Pajol, ancien second de Kléber et gendre du comte Oudinot, acquiert pour 40 000 francs le domaine vendu aux enchères au même prix le 16 juin précédent par les héritiers de Monvel. Il cède le moulin sur l'Ardusson à la forge Weyer & cie. et récupère les pierres du logis abbatial pour reconstruire une belle demeure sur les mêmes fondations. Dans le chœur de l'abbatiale disparue, à l'emplacement supposé du tombeau d'Héloïse et Abélard, en réalité au-dessus d'une crypte absidiale située plus à l'est, il fait construire un obélisque votif.
Le 26 mai 1830, malheureux en affaires, fâché avec son beau-père à cause de ses idées libérales, il rachète la forge mise en faillite et lotit les anciens bâtiments de l'abbaye contre la somme de 96 000 francs au profit du naturaliste Charles Athanase Walckenaer, lequel achète également la basse-cour à l'héritier de Pierre Simon.

#### La maison de la famille Walckenaer depuis 1835

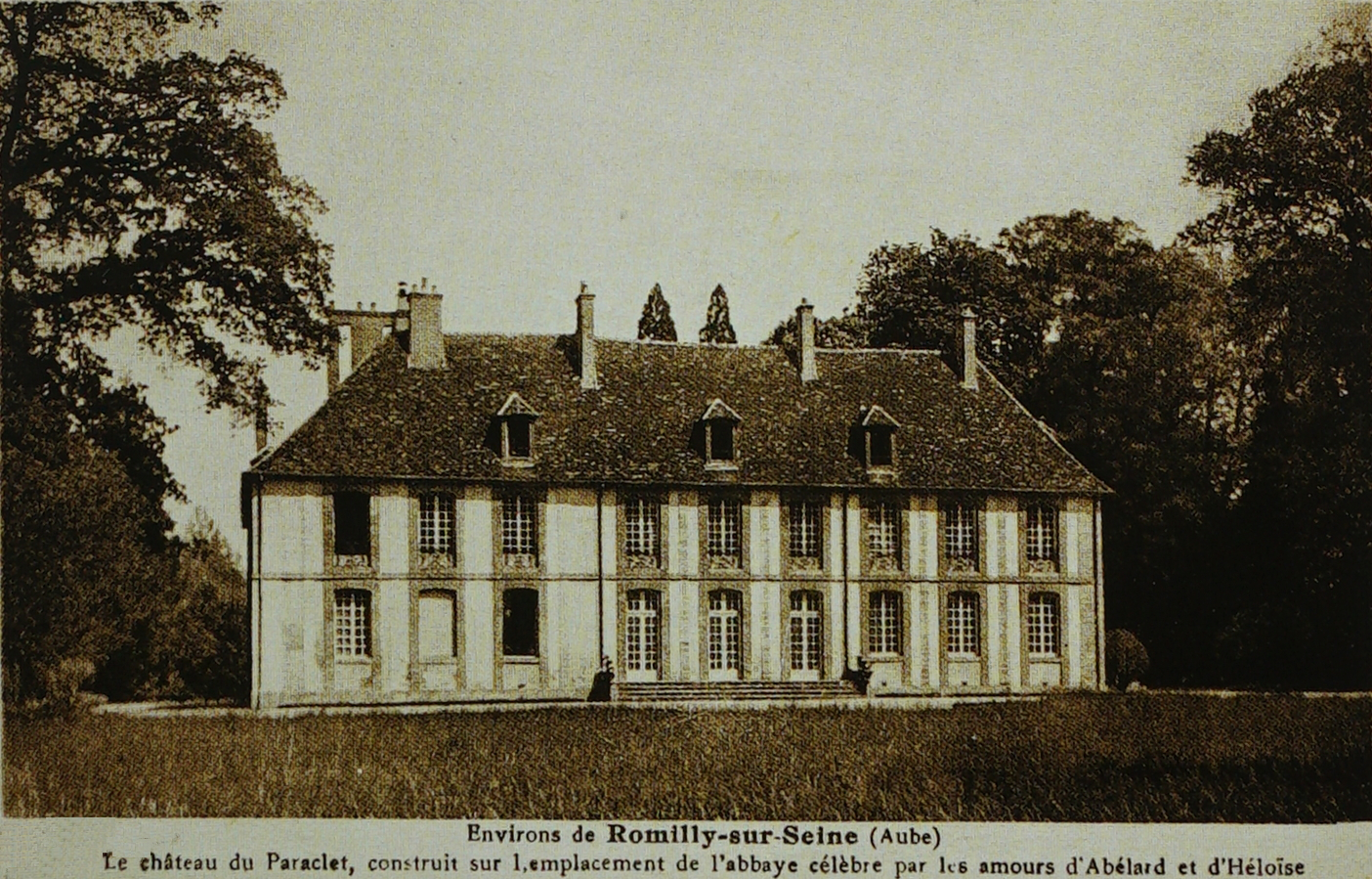
Façade du château construit en 1686 et restauré au XIX.

Le 27 mars 1835, le général, désormais pair de France, cède, trois ans après le décès de sa femme, le château  à Charles Athanase Walckenaer. Le fils du nouveau propriétaire, Charles Walckenaer, Sous-préfet légitimiste de Nogent, démis en 1832 par la monarchie de Juillet, aménage l'ensemble en ferme agricole et maraîchère, met en herbage, fait canaliser l'Ardusson et reconstruit le moulin.
Le petit-fils de Charles Athanase Walckenaer, Charles Marie Walckenaer, fait construire vers 1910 la chapelle actuelle à l'emplacement d'une partie de l'ancienne nef de l'abbatiale de la Sainte Trinité. Elle servira jusqu'à la Seconde Guerre mondiale au curé de Quincey pour une procession annuelle du Corps du Christ.
Le Paraclet est aujourd'hui exploité par la septième génération Walckenaer.

## Bâtiments
« Ibi vita, ubi mors »

— Là est la vie où est la mort. Gravé sur le mur de la basse-cour en 1853 par son propriétaire, le « poète paysan » Charles Walckenaer dit Charles Cassegrain.

### Vestiges

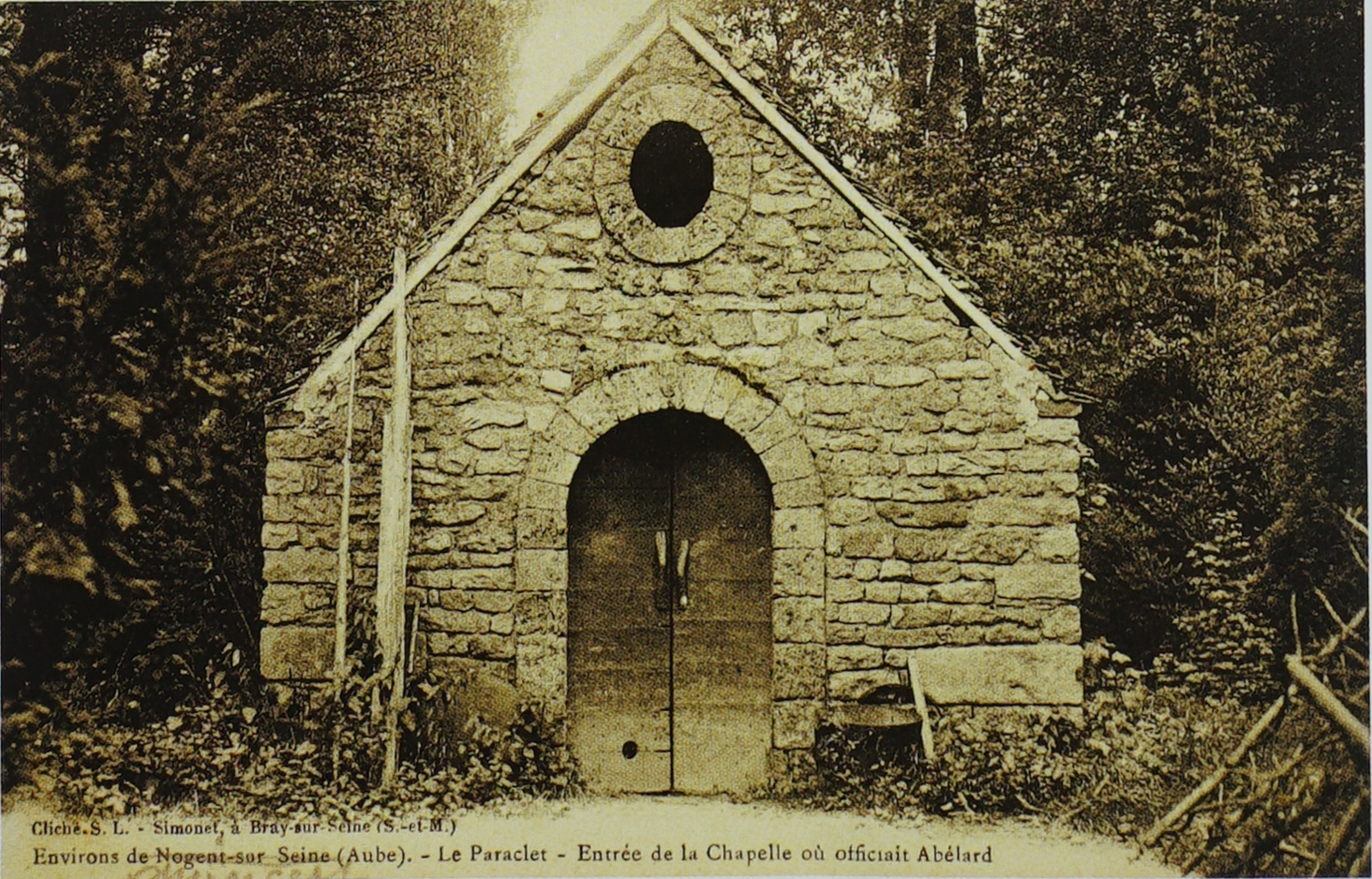
Chapelle construite en 1910, carte postale début XXe siècle.

Détruits puis reconstruits durant la guerre de Cent Ans, au XVIIe siècle, puis à la Révolution, les bâtiments ne présentent plus rien de ce que fut le Paraclet d'Héloïse, ni même le cénotaphe inauguré en 1701 dans lequel avaient été transférés en 1780 les restes d'Héloïse et Abélard.
La cave voutée visible sous l'église construite au début du XXe siècle, est le vestige probable d'une crypte absidiale de l'église de la Sainte-Trinité. La crypte dans laquelle les mêmes dépouilles avaient été translatées le 15 mars 1621 se trouve neuf mètres et demi plus à l'ouest, inaccessible sous une dalle de béton.
Un petit bâtiment isolé à l'ouest de l'église, en retrait du pigeonnier, évoque trompeusement la chapelle du Petit Moustier, première sépulture ayant réuni les célèbres amants dans les jours suivants la mort de la première abbesse, le 16 mai 1164. Celle-ci était en zone inondable, vraisemblablement au bord de l'ancien cours de l'Ardusson. Ce Petit Moustier était peut-être la ruine, aujourd'hui disparue mais représentée sur une gravure, qui servait de lavoir.
Des fondations demeurent invisibles dans le sous-sol entre plusieurs centaines de tombes, elles aussi invisibles.

### Plan actuel
Le corps de château, ajouté en 1686 par Catherine de La Rochefoucauld, vingt-sixième abbesse, se dresse intact dans son parc au nord de l'abbaye même.
Celle-ci est ceinte d'un mur d'une toise de haut, flanqué à l'occident d'une grange, datant du début du XVIIe, que terminent deux grosses tours basses. Cette enceinte est partagée par l'église que prolongent des communs et un logis, en deux cours principales. Celle de l'est, l'ancien cloître, comporte le cellier des moines construit au XVIIIe siècle, un jardin quadripartite, une piscine moderne et un tennis. Un colombier du XVIIe et un puits bouché occupent celle de l'ouest, l'ancienne basse-cour, qui est bordée au sud de deux autres granges, de la même époque, formant une entrée depuis la route.

### Visite

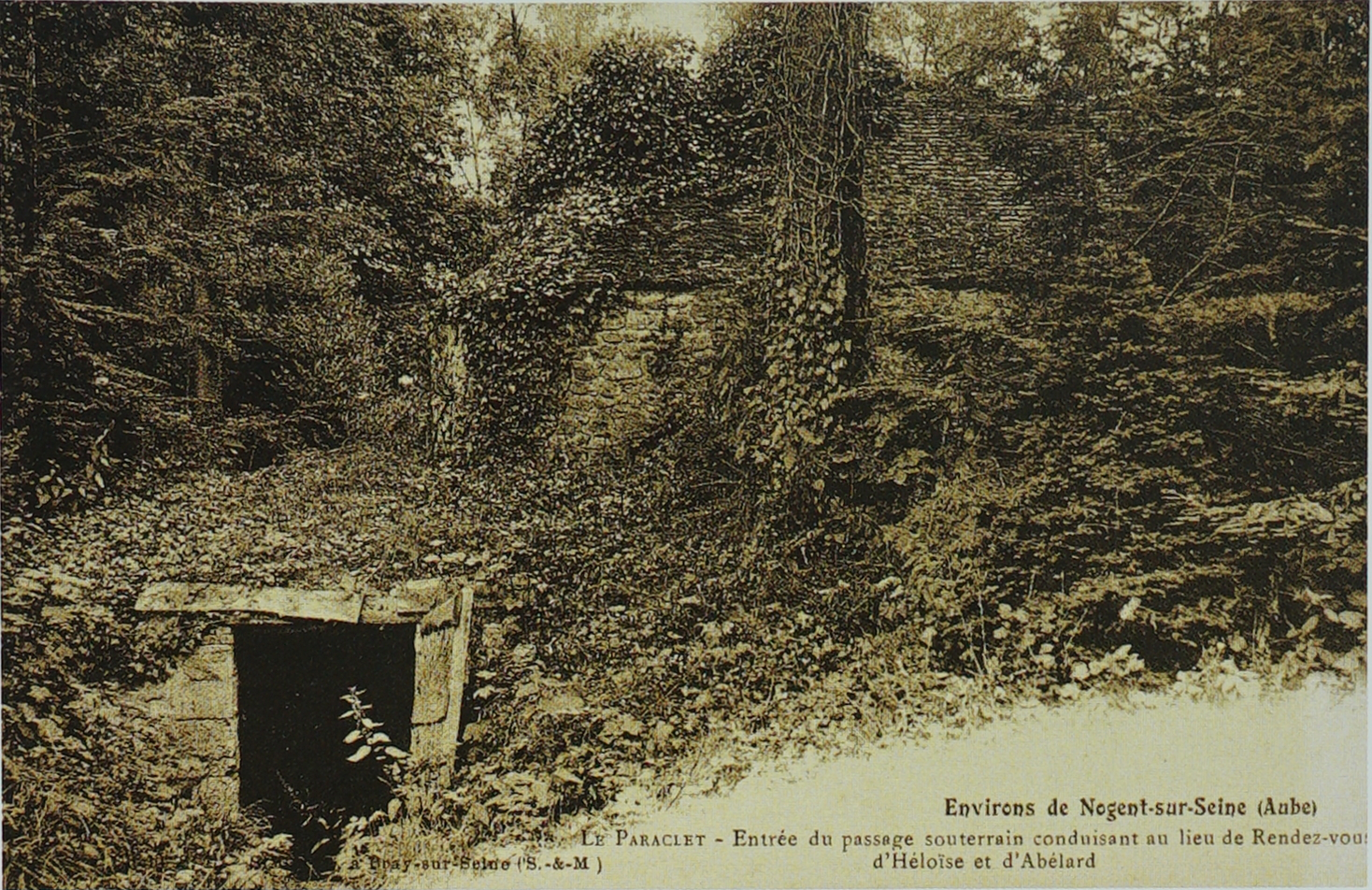
Crypte absidiale présentée aux touristes du début du XX comme le lieu de rendez vous secret des amants.

Les bâtiments sont occupés par une ferme. Leur extérieur se visite du lundi au samedi depuis la dernière semaine de juillet jusqu'à la première de septembre. Le château est une propriété privée.

### Protection
L'obélisque de Pajol, ainsi que l'ancienne crypte font l’objet d’une inscription au titre des monuments historiques depuis le 6 juillet 1925.
Les façades et les toitures de l'ancien bâtiment conventuel, avec l'ancienne cuisine voûtée au rez-de-chaussée et l'escalier en bois de l'aile en retour, le sont depuis le 28 juillet 1995.
Dans la partie ouest de l'abbaye, les façades et toitures des granges est et ouest, la grange nord-est et le pigeonnier le font également depuis la même date.